# Maskinbureaukrati
Et maskinbureaukrati er en betegnelse for en organisationsform, hvor der hersker en høj grad af formalisering og standardisering. Typisk er det store, veletablerede produktionsvirksomheder, som er organiseret som et maskinbureaukrati. 
Den canadiske professor Henry Mintzberg, der er en førende forfatter indenfor ledelse og organisation, tilbyder en dybdegående beskrivelse af maskinbureakratiet, som er én blandt seks virksomhedskonfigurationer, Mintzberg beskriver.

## Beskrivelse
Følgende uddybning vil referere til Mintzbergs "Inside Our Strange World of Organizations" fra 1989.

Maskinbureaukratiet findes i virksomheder, der med med Mintzbergs egne ord er: 
| Citat | […] large enough to have the volume of operating work needed for repetition and stanardization, and old enough to have been able to be setted on the standards they wish to use | Citat |
|       | |       |

Maskinbureaukratiet består, som Mintzberg øvrige virksomhedskonfigurationer, af fem enheder. Disse er 'the strategic appex' (ledelsen), 'the middle line' (mellemledere), 'the technostructure' (analytikere, forskere mv.), 'the support staff' (eksterne 'hjælpere' og interessenter) og 'the operation core' (produktionen). Inden en kort gennemgang af maskinbureakratiets enheder bør maskinbureaukratiets koordineringsmekanisme forklares.

## Koordineringsmekanisme
En koordineringmekanisme er en betegnelse for et 'redskab', hvormed ledelsen i en given virksomhed koordinerer organisationens aktiviteter. I maskinbureakratiet er den foretrukne koordineringsmekanisme standardisering af adfærd. Dette hænger sammen med, at maskinbureaukratiets produktion er enkel og repetitiv, hvilket giver mulighed for at udforme standarder for fabriksarbejderens arbejdsgang. Således er der standarder for, hvor meget den enkelte fabriksarbejder skal producere for, at virksomheden producerer en given mængde output. 'The technostructure' er herved en yderst central enhed for maskinbureakratiet, da denne udformer alle regler og standarder, som virksomheden agerer indenfor. Mintzberg forklarer 'the technostructures' rolle således: 
| Citat | […] the line managers may be delegated formal authority, but whithout the standardize – the cadre of workstudy analyst, schedulers, quality controle engineers, planners, budgeters, accountants, operation researchers, and many more – these structures simply could not function | Citat |
|       | |       |

## Virksomhedens enheder
Virksomhedens enheder er listet nedenfor, rangeret efter grad af formel magt.

### The strategic appex
'The strategic appex' består af virksomhedens øverste ledelse, dvs. virksomhedens direktør(er).

### The middle line
'The middle line' består af virksomhedens mellemledere, altså salgschefen; fabrikschefen mv. 

### The technostructure
'The technostructure' består af virksomhedens analytikere. Det kan være forskere, markedsanalytikere mv. Dog vil der altid være strukturanalytikere i 'the technostructure', idet disse, som gennemgået i ovenstående, skal gennemtænke virksomhedens standardprocedure og regler, som er altafgørende for maskinbureakratiet. 'The technostructure' besidder derfor en høj grad uformel magt i maskinbureaukratiet og er placeret over 'the middle line' i det uformelle magthieraki.   

### The support Staff
'The support staff' består af 'hjælpe-personale' i virksomheden, såsom kantinepersonale, rengøring mv. I sin bog "Inside Our Strange World of Organizations" medtager Mintzberg (1989) også eksterne interessenter i denne enhed. Dog er virksomhedens eksterne interessenter et begreb som har været i tiltagende udvikling siden 1989 og tæller i dag alt fra regeringer til de ansattes familier. Således ville denne enhed bliver ganske omfangsrig, hvis man skulle medtage samtlige af virksomhedens eksterne interessenter.

### The operating core
'The operating core' består af virksomhedens fabriksarbejdere.